# Château de Bollwiller
Le château de Bollwiller est un monument historique situé à Bollwiller, dans le département français du Haut-Rhin.

## Localisation
Ce bâtiment est situé avenue du Château à Bollwiller.

## Historique
L'édifice fait l'objet d'une inscription au titre des monuments historiques depuis 2007.
Le domaine abrite des instituts médico-éducatifs : l'IME Le château de Bollwiller et l'IMP Domaine Rosen.